# Ikarus 284
Az Ikarus 284 az Ikarus gyár első „tolócsuklós” autóbusz típusa volt, melyet a cég 1981-ben fejlesztett ki.

## Előzmények
Az Ikarus gyár már hosszú évek óta törekedett arra, hogy ki tudja fejleszteni a farmotoros busztípusokat, mivel már az 1950-es években rájöttek arra, hogy az ilyen jellegű járművek rendelkeznek a legkedvezőbb hatásokkal a hatékony utasszállítással kapcsolatban. Már ebben az évtizedben – rengeteg vitát kiváltva – meg is jelent a gyár első két farmotoros típusa az Ikarus 55-ös és 66-os típusok, ugyanakkor ebben az időben még nem léteztek tolócsuklós buszok.
Ezután az 1960-as években, mikor beindult a nagy csuklósítási láz, merült fel a farmotoros csuklós busz lehetősége, azonban ez idő tájt még nem állt rendelkezésre a becsuklásgátló-technológia.
Az 1970-es években a becsuklásgátló hiánya további problémát okozott: mivel az Ikarus 200-as család alapötlete pont az volt, hogy egy egységes széria alakuljon ki, a gyár nem kapott lehetőséget arra, hogy innovatív szóló buszait, mint például az Ikarus 242-est sorozatban gyártsa, így annak csuklósítása még annyira sem kerülhetett szóba.
Végül az 1970-es évek végén, az 1980-as évek elején minden feltétel adottá vált egy tolócsuklós autóbusz kifejlesztésére, ez lett az Ikarus 284.

## Története
A jármű első prototípusát a gyár az 1981-es BNV-n mutatta be a nagyközönség számára. A jármű kezdetektől fogva arra volt hivatott, hogy úgymond átvezesse a gyárat és az üzemeltetőket is a már fejlesztés alatt álló és az 1980-as évek közepére tervezett 400-as családra. Ennek oka, hogy a busz mind karosszériájának megjelenésében, mind műszaki megoldásaiban, lényegében egy átmenet az Ikarus 280-as és 435-ös típusok között. Az átvezetés mellett fontos tapasztalatokat is vártak a típustól, hiszen korábban a gyárnak nem volt dolga farmotoros csuklós buszokkal.
Mivel a motor, a már említett módon, az „A” és „B”-tengely közül (azaz a padló alól) a jármű hátuljába került, lehetőség nyílt a padlószint 180 mm-rel való csökkentésére, az így kapott 740 mm-es padlómagasság nagyon korszerűnek számított a korban. Ugyanakkor némi hátránya is keletkezett a megoldásnak: a jármű hátsó, negyedik ajtajából nem lehetett normálértékű, kétszárnyas bolygóajtót kialakítani, így oda egyszárnyas bolygóajtó került. A probléma a motor kialakítása miatt később a 400-as családnál is fennállt, ezt ellensúlyozandó, az Ikarus megnövelte a jármű hosszát, így a 284-es másfél méterrel hosszabb lett, mint az Ikarus 280-as.
Ugyan a gyár már úgy készült, hogy rövidesen elkészít egy 50 darabos szériát, ez nem valósult meg. Tíz év alatt mindössze a 10 darabos nullszéria és az első prototípus készült el. Ezek lényegében mind kísérleti kocsik voltak, más ajtóelrendezésekkel, motorral, illetve sebességváltóval lettek kialakítva. A típus lényegében pont a saját átmeneti mivoltának lett az áldozata, ugyanis lényegesen drágább volt, mint a 280-as, ugyanakkor mire kiforrott, elkészült az Ikarus 435-ös is.
Az elkészült példányokból egyet hosszasan használt a BKV, illetve más járműveket több Volán is. Ez utóbbiakból kiemelendő a Pécsi Tömegközlekedési Rt. 284-ese, ami leselejtezése után az VT-Arriva Kft. jóvoltából az ezredforduló után a fővárosban közlekedhetett. Ennek a példánynak a sorsa biztosított, mert 2014-ben a BKV megvásárolta és nosztalgia járműként felújította azt.
A típusból készült még egy troli változat is, Ikarus 284T típusjellel. A jármű Strömberg villamos berendezéseket kapott. 198-as pályaszámmal szolgált egy ideig a BKV kötelékében.

## Képgaléria

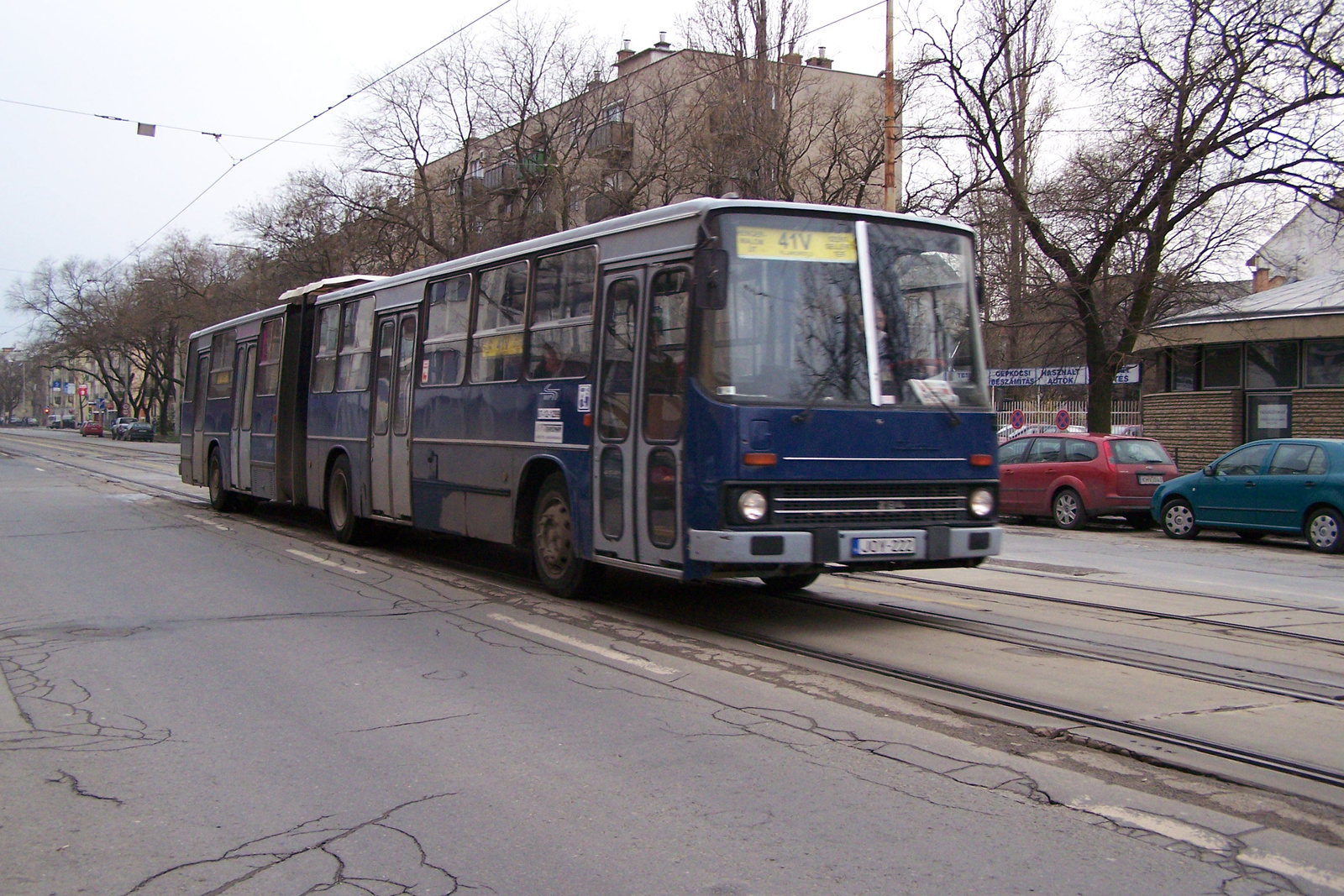
A BKV nosztalgiajárműje korábban a VT-Transman buszaként villamospótlóként
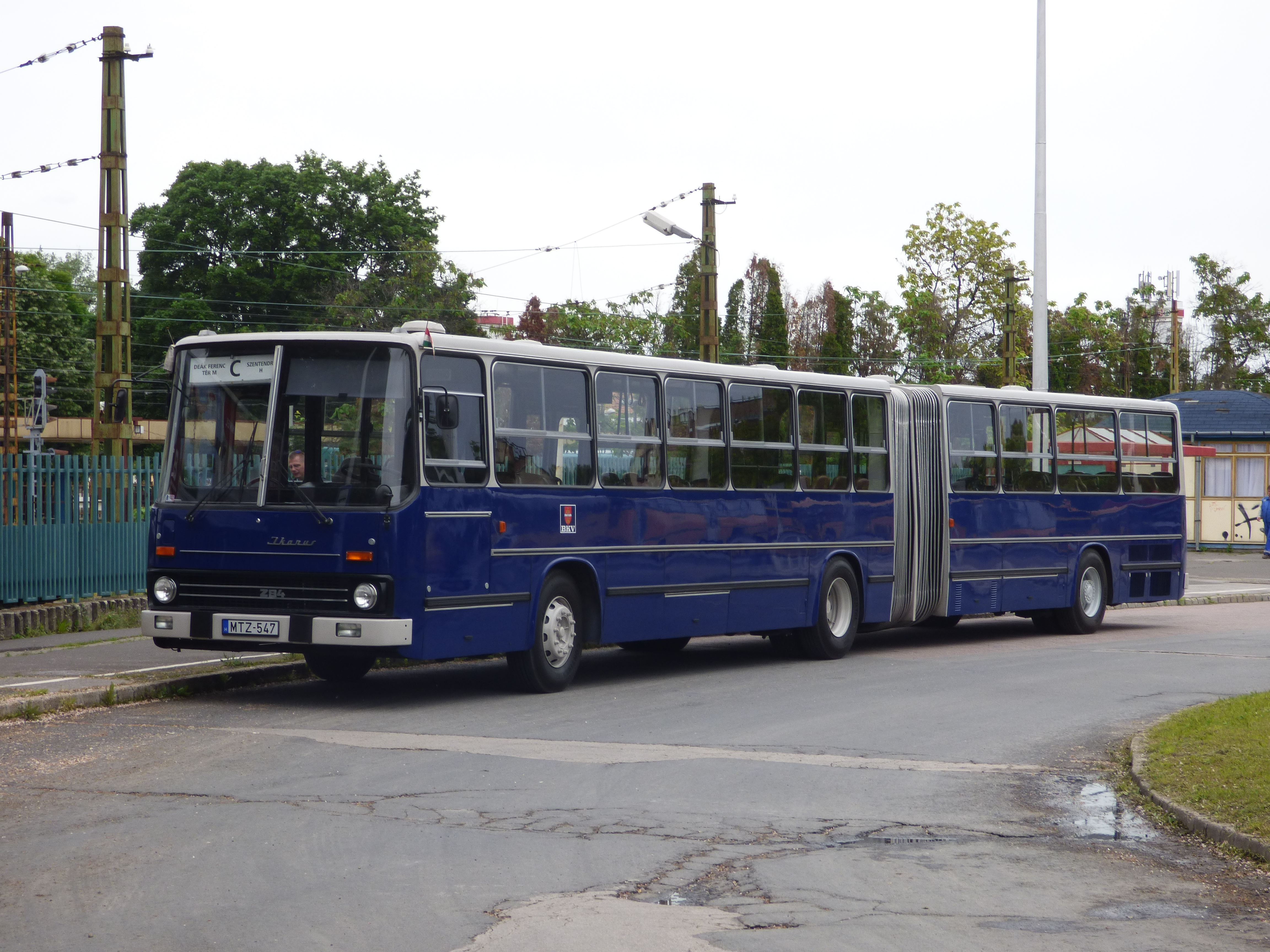
Szentendrén
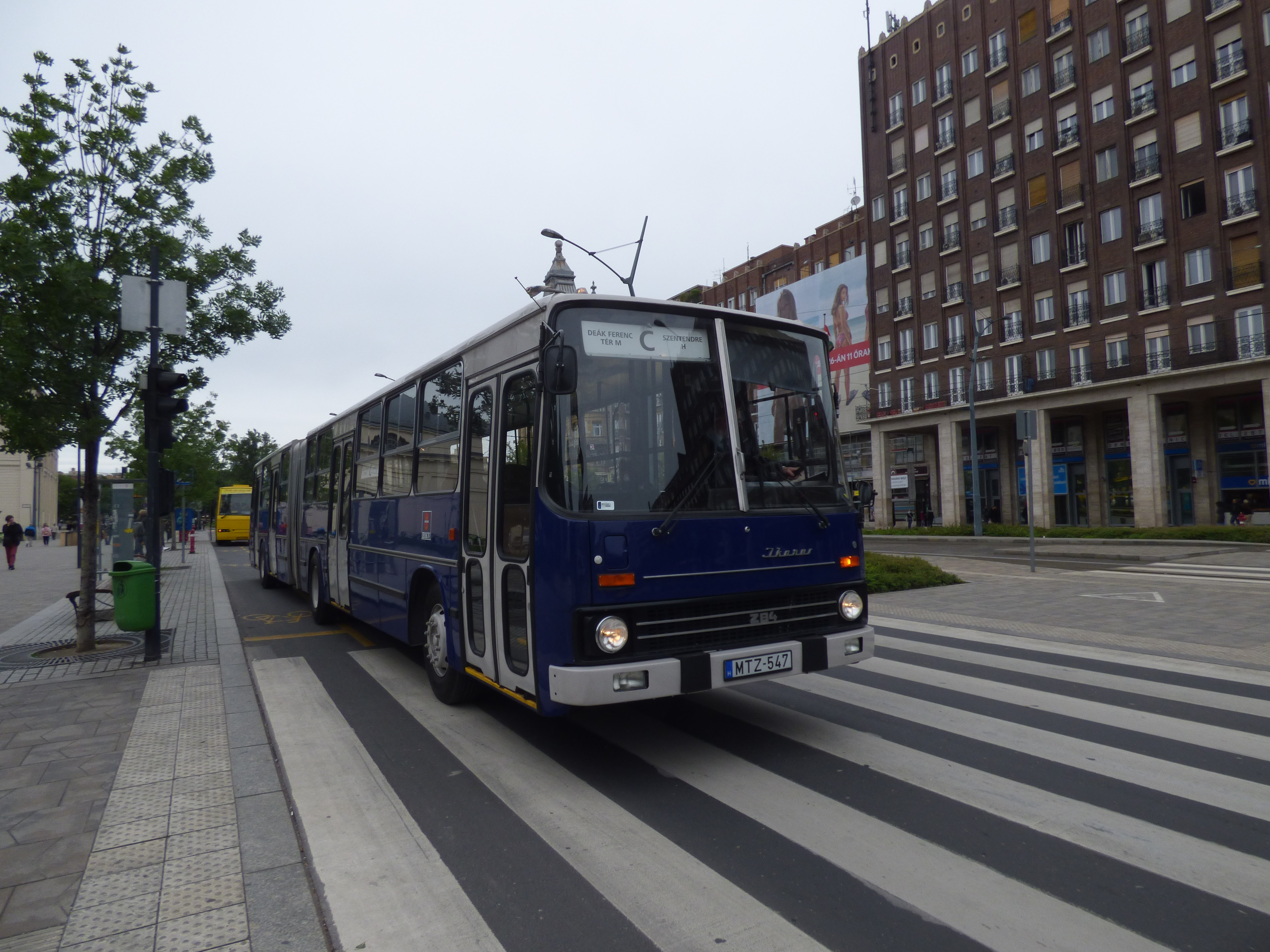
A Deák Ferenc téren
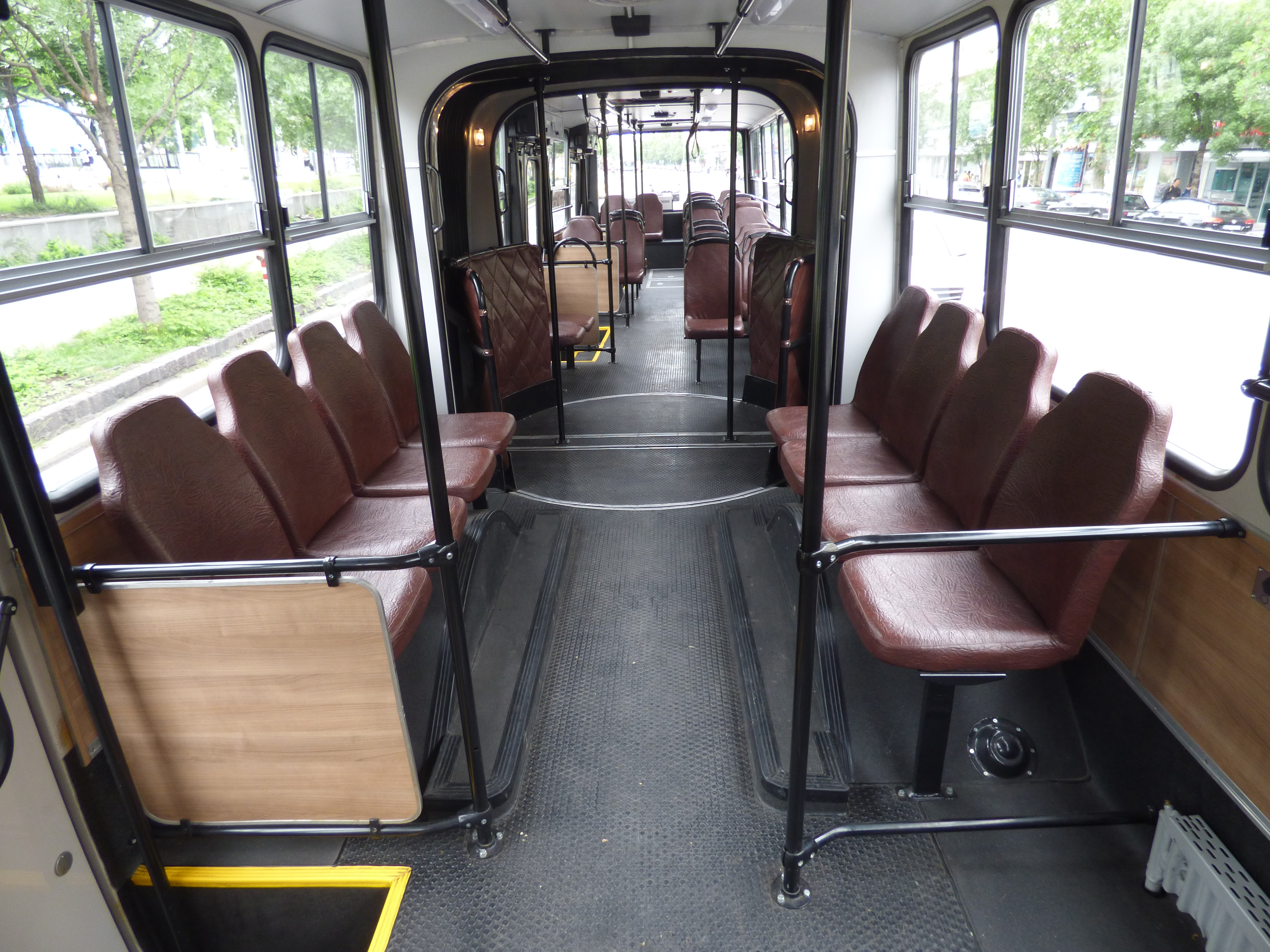
Az autóbusz belülről
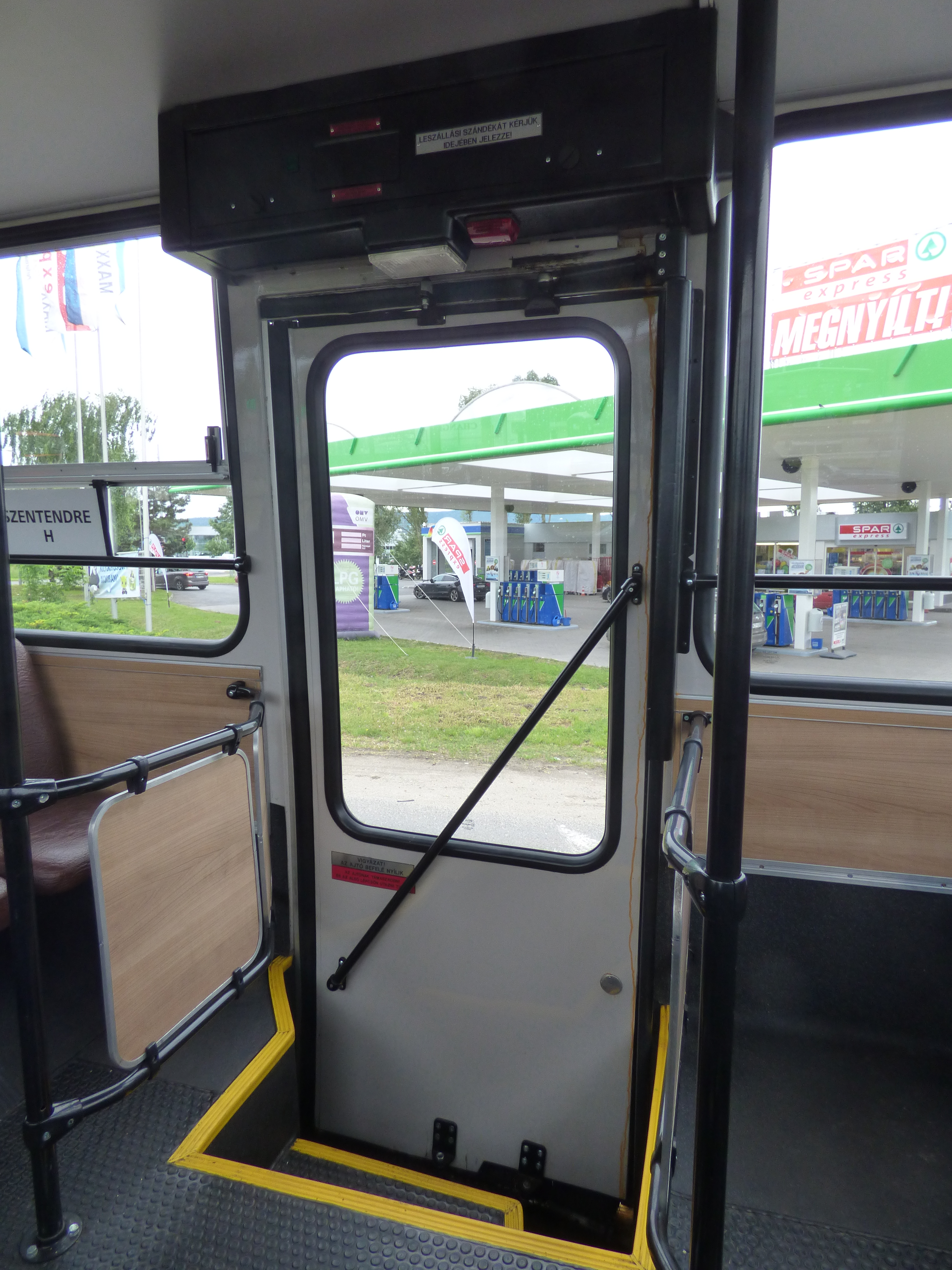
A hátsó ajtó
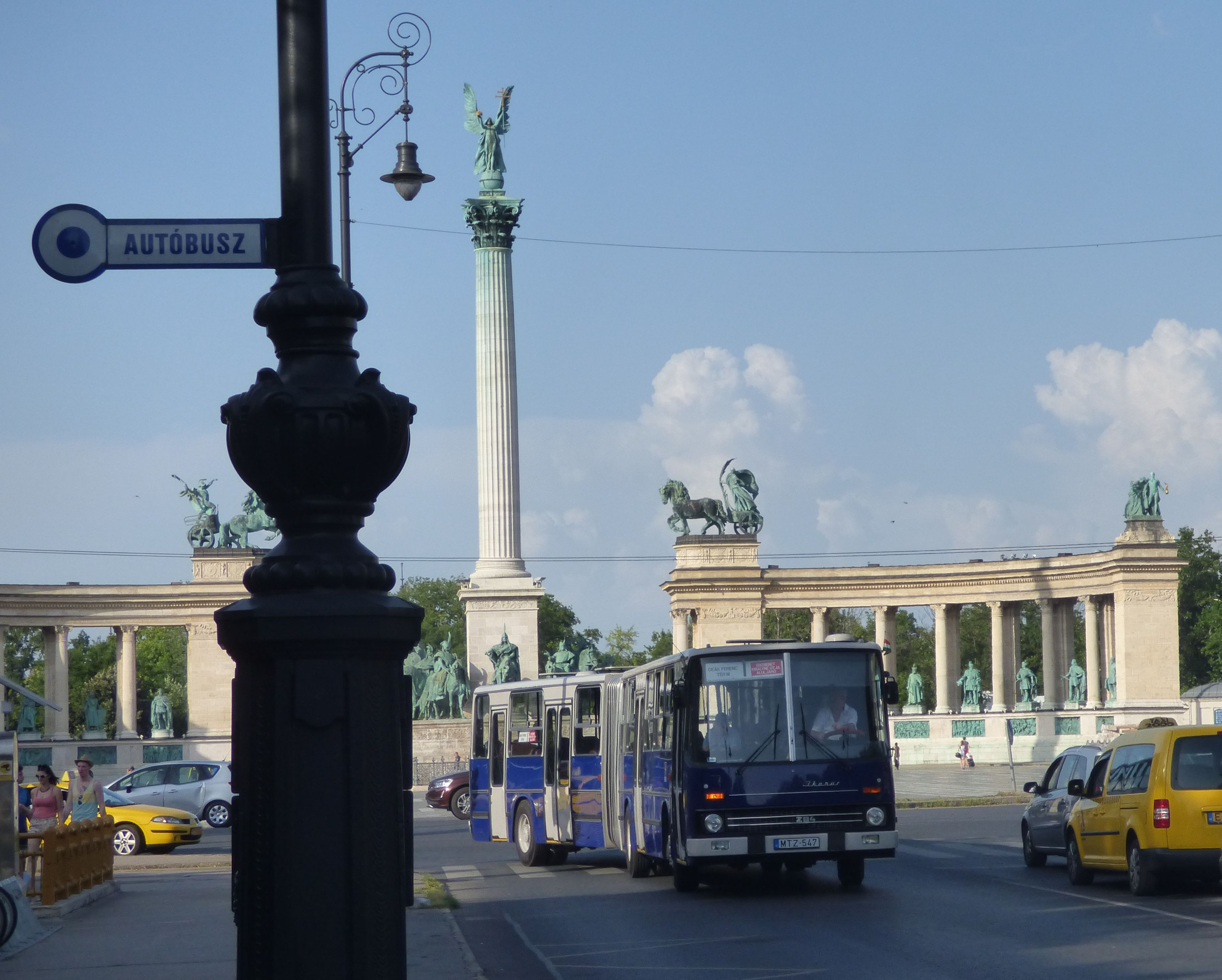
A Hősök terén
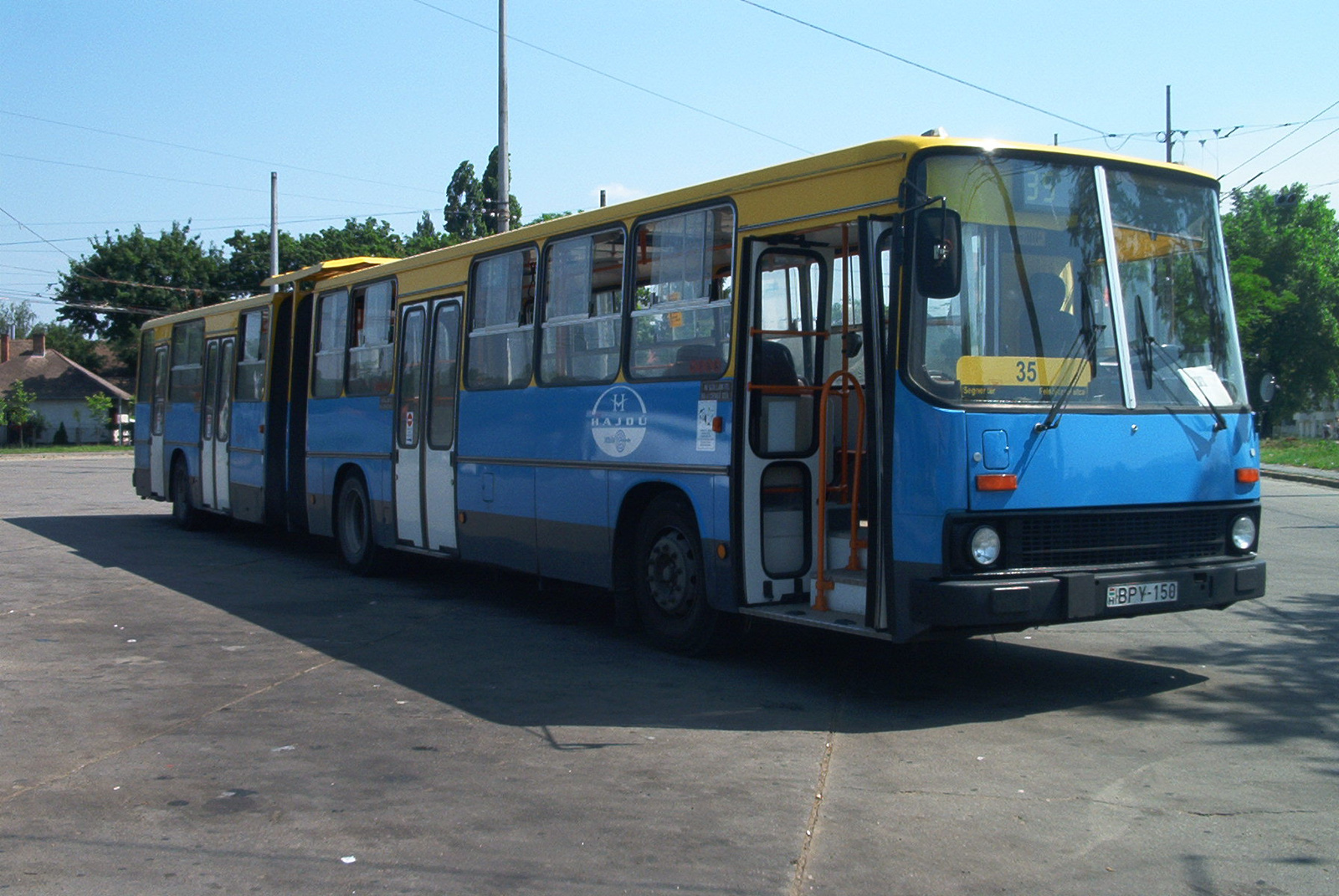
Ex-BKV-s 284-es Debrecenben